# János Mózner
János Mózner (17 luglio 1958 – 1º agosto 2015) è stato un calciatore e giocatore di calcio a 5 ungherese.

## Carriera
Con la nazionale maschile di calcio a 5 dell'Ungheria, Mózner ha disputato il FIFA Futsal World Championship 1989 nel quale la selezione magiara è stata eliminata nel girone del secondo turno, comprendente Paesi Bassi, Belgio e Italia.

## Palmarès

### Individuale
- Capocannoniere della Coppa Mitropa: 1

1987-1988 (2 gol) a pari merito con Rocco Pagano, Luca Cecconi e Daniele Bernazzani